# Filjovszkaja
A Filjovszkaja a moszkvai metró 4-es számú, világoskék színnel jelzett vonala. Hossza 2018-ban 14,896 km , állomásainak száma 13, ezek egy része felszíni.
A vonalon hat kocsis 81-717/714 típusú és négykocsis 81-740.1/81-741.1 „Ruszics” típusú szerelvények közlekednek.

## Szakaszok átadása
| Szakasz                                     | Átadás               | Hossz          |
| ------------------------------------------- | -------------------- | -------------- |
| Alekszandrovszkij szad-Szmolenszkaja        | 1935. május 15.      | 1,7 km         |
| Szmolenszkaja-Kijevszkaja                   | 1937. március 20.    | 1,4 km         |
| Alekszandrovszkij szad-Ploscsagy Revoljucii | 1938. március 13.    | 0,9 km*        |
| Kijevszkaja-Kutuzovszkaja                   | 1958. november 7.    | 2,3 - 0,9 km** |
| Kutuzovszkaja-Fili                          | 1959. november 7.    | 1,7 km         |
| Fili-Pionyerszkaja                          | 1961. október 13.    | 3,5 km         |
| Pionyerszkaja-Mologyozsnaja                 | [1965. július 5.     | 3,8 km****     |
| Kuncevszkaja                                | 1965. augusztus 31.  | –              |
| Mologyozsnaja-Krilatszkoje                  | 1989. december 31.   | 1,9 km****     |
| Kijevszkaja-Gyelovoj centr                  | 2005. szeptember 10. | 2,2 km***      |
| Gyelovoj Centr-Mezsdunarodnaja              | 2006. augusztus 30.  | 0,5 km***      |
| Kuncevszkaja-Krilatszkoje leválasztva       | 2008. január 2.      | -4,3 km****    |
| Összesen:                                   | 13 állomás           | 14,7 km        |

*1938-ig a Szokolnyicseszkaja vonal része volt.
**1958-ig az Arbatszko-Pokrovszkaja vonal része volt.
***Részszakaszként létezik, Alekszandrovszkij szad - Kijevszkaja - Mezsdunarodnaja megállókkal.
****2008. január másodikán a Mologyozsnaja és a Krilatszkoje állomásokat az Arbatszko-Pokrovszkaja vonalhoz csatolták.

## Képek

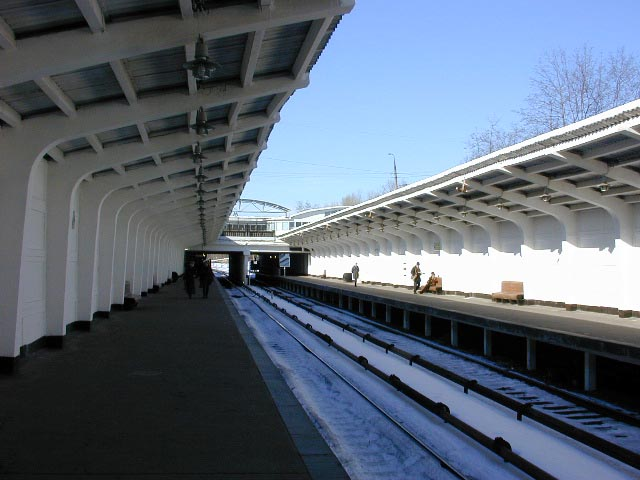
Fili állomás